# Stazione di Olbia Terranova
La stazione di Olbia Terranova è una stazione ferroviaria situata lungo la ferrovia Cagliari-Golfo Aranci, al servizio della città di Olbia, attiva dal 2021.

## Storia
La città di Olbia (all'epoca Terranova Pausania) fu raggiunta dalla rete ferroviaria sarda nel 1881, anno in cui fu inoltre attivata la stazione omonima. Tuttavia lo sviluppo urbanistico della città nel corso dei decenni inglobò lo scalo nel nucleo urbano del centro gallurese, fatto che col tempo portò a varie istanze atte a spostare la maggiore delle stazioni olbiesi col fine principale di ridurre il numero di chiusure dei passaggi a livello posti lungo alcune importanti strade cittadine.
Tali rivendicazioni portarono negli anni dieci del XXI secolo alla decisione di realizzare un nuovo impianto nell'area dell'ex scalo merci della stazione di Olbia, inutilizzato dopo la cessazione di questa tipologia di servizio lungo le linee RFI dell'isola a fine 2008. I lavori per la stazione di Olbia Terranova, situata a 400 metri dal fabbricato viaggiatori di quella di Olbia, ebbero inizio nell'autunno 2018 per un costo complessivo di 22 milioni di euro (finanziati dalla Regione Autonoma della Sardegna e dal gruppo FS). L'impianto fu attivato tre anni dopo da RFI il 26 settembre 2021, venendo infine inaugurato e attivato commercialmente il 16 dicembre 2021.

## Strutture e impianti
Configurata come scalo passante, la stazione è dotata di quattro binari attrezzati per il servizio viaggiatori, di cui due tronchi (l'uno e il due) in uso per le relazioni aventi capolinea nell'impianto. Questi binari sono inoltre dotati di tronchini di sicurezza oltre le comunicazioni verso il binario di corsa, da uno di questi ha inoltre origine un terzo binario tronco. Dal binario di corsa (il tre) si dirama il binario quattro con banchina sul lato opposto a quello del fabbricato viaggiatori. La gestione del traffico nell'impianto è affidata alla Dirigenza Movimento locale, che ha competenza anche sugli impianti della stazione di Olbia.
Dal punto di vista architettonico la struttura si caratterizza per la scelta di un design moderno del fabbricato viaggiatori e degli altri edifici, realizzati in cemento armato con rivestimenti in calcestruzzo fibrorinforzato.

## Movimento
L'impianto è servito da Trenitalia, i cui treni regionali consentono il collegamento con la stazione di Olbia e con le varie località raggiunte dalla Dorsale Sarda in direzione sud, oltre che con gli impianti ferroviari del Sassarese.

## Servizi
L'accesso ai binari della stazione è garantito da tre banchine, di cui una comune ai binari due e tre ed una a servizio del binario quattro, posta sul lato opposto del fabbricato viaggiatori e raggiungibile tramite sottopassaggio pedonale.
Nel fabbricato viaggiatori sono ospitati i servizi all'utenza, tra cui una biglietteria a sportello e una sala d'attesa. La struttura comprende anche alcuni locali commerciali.
- Biglietteria automatica
- Sala d'attesa

## Interscambi
La stazione è stato progettata con caratteristiche di centro intermodale passeggeri ed è dotata di un'area destinata alla sosta degli autobus di linea (non ancora in uso) e di piazzole per il servizio di taxi.
- Stazione taxi